# Tolly Cobbold Classic 1980
Das Tolly Cobbold Classic 1980 war ein professionelles Snooker-Einladungsturnier im Rahmen der Saison 1979/80. Es wurde im Februar 1980 in der Corn Exchange des englischen Ipswich ausgetragen. Sieger wurde zum zweiten Mal in Folge der Nordire Alex Higgins, der im Endspiel seinen Landsmann Dennis Taylor mit 5:4 besiegte. Das höchste Break spielte der Waliser Terry Griffiths mit einer Serie von 119 Punkten.

## Preisgeld
Namensgebend gesponsert wurde das Turnier von Tolly Cobbold, einer Brauerei aus Suffolk. Mit 3.419 Pfund Sterling wurde deutlich mehr Preisgeld ausgezahlt als im Jahr zuvor, diesmal ging gut die Hälfte an den Sieger.
|                 | Preisgeld |
| --------------- | --------- |
| Sieger          | 1.500 £   |
| Finalist        | 900 £     |
| Halbfinalist    | 500 £     |
| Viertelfinalist | 400 £     |
| Höchstes Break  | 119 £?    |
| Insgesamt       | 3.419 £   |

## Turnierverlauf
Die vier Teilnehmer begannen das Turnier mit einer Gruppenphase, in der ein einfaches Rundenturnier ausgespielt wurde. Anschließend wurde aus den Ergebnissen eine Abschlusstabelle erstellt. Die Spieler auf Platz eins und zwei trafen anschließend im Endspiel aufeinander, die Spieler auf Platz drei und vier im Spiel um Platz drei.

### Gruppenphase
Die vier Teilnehmer trafen jeweils einmal auf jeden ihrer Gegenspieler. Jede Partie ging über vier Frames, wodurch auch Unentschieden möglich waren. In der Abschlusstabelle belegte Alex Higgins den ersten und Dennis Taylor den zweiten Platz. Der dritte Platz ging an John Virgo, gefolgt von Terry Griffiths auf Rang vier.
| Pos. | Spieler      | Partien | S | U | N | Frames | Punkte |
| ---- | ------------ | ------- | - | - | - | ------ | ------ |
| 1    | Alex Higgins | 3       | 2 | 1 | 0 | 9:3    | 5      |
| 2    | Graham Miles | 3       | 2 | 0 | 1 | 7:5    | 4      |
| 3    | John Virgo   | 3       | 1 | 0 | 2 | 4:8    | 2      |
| 4    | Alex Higgins | 3       | 0 | 1 | 2 | 4:8    | 1      |

| Spiel | Spieler 1       | Ergebnis | Spieler 2       |
| ----- | --------------- | -------- | --------------- |
| 1     | Terry Griffiths | 2:2      | Alex Higgins    |
| 2     | Alex Higgins    | 13:13    | John Virgo      |
| 3     | Alex Higgins    | 04:04    | Dennis Taylor   |
| 4     | Dennis Taylor   | 13:13    | Terry Griffiths |
| 5     | Dennis Taylor   | 04:04    | John Virgo      |
| 6     | John Virgo      | 13:13    | Terry Griffiths |

Spiel um Platz 3
Im Spiel um den dritten Platz trafen die beiden letzten Spieler der Abschlusstabelle aufeinander. Hatte John Virgo in der Gruppenphase noch Terry Griffiths besiegen können, so konnte Griffiths sich diesmal mit einem 2:1-Sieg den dritten Platz sichern.
| Spiel | Spieler 1  | Ergebnis | Spieler 2       |
| ----- | ---------- | -------- | --------------- |
| 1     | John Virgo | 21:21    | Terry Griffiths |

### Finale
Titelverteidiger Alex Higgins konnte sich den ersten Platz der Abschlusstabelle und damit die erneute Finalteilnahme sichern. Dort traf er auf seinen nordirischen Landsmann Dennis Taylor, der den zweiten Platz der Abschlusstabelle belegt hatte. Nach einer anfänglichen Führung von Higgins ging Taylor mit 1:3 in Führung. Danach konnte sich Higgins jedoch langsam zurückarbeiten und siegte schließlich mit 5:4.
| Finale: Best of 9 Frames Corn Exchange, Ipswich, England, Februar 1980                                        |                |               |
| Alex Higgins                                                                                                  | 5:4            | Dennis Taylor |
| 92:38, 37:69, 45:83 (63), 1:121 (79), 70:53 (H. 50), 115:19 (114), 38:58, 81:14 (50), letzter Frame unbekannt |                |               |
| 114 | Höchstes Break | 79            |
| 1 | Century-Breaks | –             |
| 3 | 50+-Breaks     | 2             |

## Century Breaks
Während des Turnieres spielten zwei Spieler je ein Century Break:
- Terry Griffiths: 119
- Alex Higgins: 114